# Campogialli
Campogialli is een plaats (frazione) in de Italiaanse gemeente Terranuova Bracciolini.